# Diquark
En la física de partícules, un diquark o, en anglès: diquark correlation/clustering, és un estat hipotètic de dos quarks agrupats dins un barió (que consta de tres quarks) (Lichtenberg, 1982). Els models corresponents de barions (baryons) s'anomenen models quark-diquark (quark–diquark models). El diquark, sovint, és tractat com una partícula subatòmica simple, en la qual el tercer quark interactua mitjançant la interacció forta (strong interaction). L'existència de diquarks dins els nucleons està debatuda, però serveix per a explicar algunes propietats dels nucleons i per a reproduir dades experimentals sensibles de l'estructura del nucleons. Els parells diquark–antidiquark també s'han proposat per a partícules anòmales com la X(3872).

## Formació
Les forces entre els dos quarks dins un diquark són atraients quan ambdós colors i espins són antisimètrics. Aquesta configuració de baixa energia es coneix com un diquark.

## Controvèrsia
Molts científics teoritzen que un diquark no s'hauria de considerar una partícula.